# ناثان ناينين
ناثان ناينين (مواليد 9 نوفمبر 1996) هو ممثل بلجيكي.
في عام 2015 كان له أدوار قيادية في المسلسل التلفزيوني VTM عين القطة مثل بوريس و دائما السعر في دور جاسبر ديسميت. في عام 2011 كان أول دور صغير له في بحر الشمال ، تكساس في دور جينو الشاب. في السابق ، كان له أيضًا دور ضيف في 'الرمز 37 مثل بيتر فيرهيلين ، في خرج عن مساره مثل جينس وفي الأسرة في دور كوبي فيرمييد. كما أنه يلعب دورًا في wtFOCK في دور سميت سين.

## روابط خارجية
- ناثان ناينين في قاعدة بيانات الأفلام على الإنترنت